# Markel Etxeberria
Markel Etxeberria Mendiola (Erandio, Vizcaya, 15 de febrero de 1995) es un futbolista que juega en la demarcación de lateral derecho en el Sestao River de la Primera División RFEF.

## Trayectoria
Ingresó en las categorías inferiores del Athletic Club en 2005 siendo alevín. En 2012, con apenas 17 años, realizó la pretemporada con el primer equipo entrenado por Marcelo Bielsa, debutando ante el Olympique de Lyon (1-2). A pesar de realizar la pretemporada con el primer equipo, jugó con el segundo filial (CD Basconia). En 2013, ascendió al Bilbao Athletic donde estuvo 3 temporadas, consiguiendo un ascenso a Segunda División en 2015. El 7 de febrero de 2016, marcó su único gol con el filial, en la primera victoria del conjunto rojiblanco fuera de casa (2-3) ante el RCD Mallorca.
En 2016, tras el descenso a Segunda División B, el Athletic decidió ceder a los mejores canteranos como Remiro o el propio Markel a equipos de Segunda División. Markel fue cedido al Valladolid donde ya habían pasado otros canteranos como Kepa. Fue una temporada difícil para él, ya que no entró en los planes de Paco Herrera y solo pudo disputar 183 minutos de Liga repartidos en cinco partidos. En la temporada 2017-18 jugó para el CD Numancia, como cedido nuevamente, donde llegó a disputar los play-offs de ascenso a Primera División. Al término de la campaña, el Athletic Club decidió no renovarle el contrato por lo que el jugador se incorporó en propiedad al conjunto soriano.
En agosto de 2019 fichó por el F. C. Cartagena tras finalizar su contrato con el equipo numantino. El 20 de julio de 2020, el FC Cartagena lograría el ascenso a la Segunda División de España tras eliminar al Atlético Baleares en la tanda de penaltis de la eliminatoria de campeones, tras haber sido líderes del Grupo IV. En octubre rescindió su contrato con el club.
El 26 de enero de 2021 firmó por el Barakaldo de la Segunda División B. Seis meses más tarde fichó por el CD Eldense de Segunda RFEF. El 18 de enero de 2022 firmó por el Sestao River de la Segunda División RFEF.